# FUG
D-442 FÚG (Felderítő Úszó Gépkocsi) — венгерская или OT-65 (Obrněný Transportér vz. 65) чехословацкая лёгкая боевая разведывательная машина 1960-х годов. Была создана на основе советской разведывательной машины БРДМ.
История
- Венгерской армией принят на вооружение в 1964 году.
- В 1966 году FUG приняли на вооружение армии Чехословакии и Польши.
Конструкция
FUG по конструкции является аналогом советской машины, однако моторно-трансмиссионное отделение расположено в корме бронеавтомобиля. Сварной корпус бронеавтомобиля изготовлен из бронелистов различной толщины. В лобовой части толщина составляет 13 миллиметров. Боевое отделение занимает среднюю часть корпуса. Сиденья водителя и командира расположены в его передней части. Большую часть крыши бронетранспортера FUG занимает двустворчатый прямоугольный люк для входа в боевое отделение. Каждый борт рубки боевого отделения имеет по две амбразуры, через которые можно вести огонь из личного оружия. В корме бронеавтомобиля расположено моторно-трансмиссионное отделение, где установлен 100-сильный дизельный 4-цилиндровый двигатель «Чепель» D.414.44 водяного охлаждения. Бронеавтомобиль FUG имеет двухосную ходовую часть. Однако подобно советской БРДМ-1 FUG также имеет 4 небольших дополнительных колеса, которые во время движения по пересеченной местности опускаются, улучшая таким образом проходимость машины. В нормальном положении дополнительные колеса убираются внутрь корпуса наполовину. Бронеавтомобиль имеет систему централизованного регулирования давления в шинах. В задней части корпуса для движения по воде установлены два водометных движителя; в передней части корпуса также имеется поднимаемый водоотбойный щиток. Бронеавтомобиль FUG оснащается системой защиты от оружия массового поражения. Вооружения бронемашины пулемет калибра 7,62 мм, устанавливаемый на крыше перед люком на шкворневой установке.

## Перечень модификаций
На базе FUG было разработано несколько модификации: санитарно-эвакуационная машина, а также машина химической, бактериологической и радиационной разведки. 
Кроме того, в Чехословакии под обозначением ОТ-65А выпускается собственная модификация данной машины. Главным ее отличием является наличие вращающейся баши от гусеничного бронетранспортера ОТ-62В с пулеметом М59Т калибра 7,62 мм. На некоторых ОТ-65А с правой стороны башни устанавливалось безоткатное орудие Т21 калибра 82 мм.
Венгрия:
- D-442.00 FÚG
  - D-442.01 PK-FÚG
  - D-442.03 VS-FÚG
  - D-442.01 MRP-FÚG
  - D-442.02 MÜ-FÚG

Чехословакия:
- OT-65
  - OT-65ZDR
  - OT-65A «Vydra»  — боевая машина в составе безоткатного орудия Tarasnice T21 в башне ОТ-62В TOPAS
  - OT-65Ch — машина радиационной и химической разведки
  - OT-65DPP
  - OT-65 R-2
  - OT-65 R-112
  - OT-65RL
  - OT-65VP

В культуре
- Operation Flashpoint: Cold War Crisis. Дополнение «Red Hammer»

## Состоял на вооружении
- Венгрия
- Чехословакия— переданы после распада Чехословакии в Чехию и Словакию
- Польша
- Чехия
- Словакия

## См. также

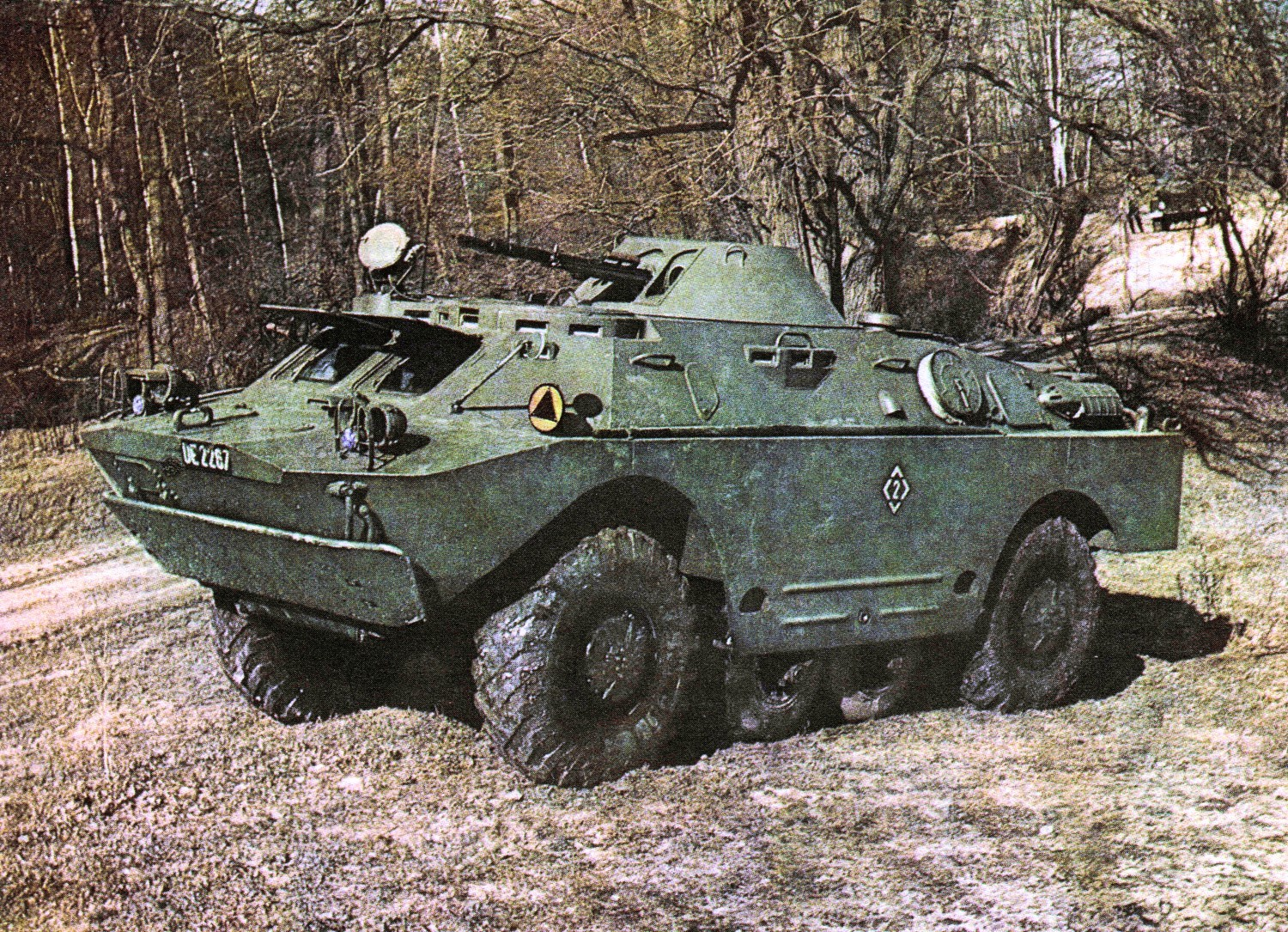
БРДМ-2 польской армии